# Vườn quốc gia Müritz
Vườn quốc gia Müritz (tiếng Đức: Müritz-Nationalpark) là một vườn quốc gia toạ lạc gần ở trung độ Berlin và Rostock, phía nam bang Mecklenburg-Vorpommern. Vườn quốc gia này nằm ở phần lớn đất quanh hồ Müritz ở hai huyện Müritz và Mecklenburg-Strelitz. Vườn quốc gia Müritz được lập năm 1990. Tổng diện tích là 318 km². Thành phố gần nhất là Waren. 65% diện tích vườn quốc gia này là rừng, 12% là mặt nước hồ, còn lại là đầm lầy. Có 100 hồ trong vườn quốc gia này. Ở đây có hươu đỏ, sếu, đại bàng đuôi trắng.